# Probole subsinuaria
Probole subsinuaria là một loài bướm đêm trong họ Geometridae.